# Рыбкин, Александр Павлович
Александр Павлович Ры́бкин (1895 — 1968) — инженер-станкостроитель.

## Биография
Сын героя первых пятилеток П. А. Рыбкина. В молодости — рабочий-литейщик. Участник революционного движения и Гражданской войны (военный комиссар).
Член РСДРП(б) с мая 1917 года. В 1920—1930 сотрудник ВЧК. Награждён боевым оружием «За беспощадную борьбу с контрреволюцией».
С 1930 года работал на различных ответственных должностях в наркоматах и министерствах СССР. Председатель научно-технических советов наркоматов (министерств): тяжелого машиностроения, станкостроения и инструментальной промышленности, Мособлсовнархоза. Профессор.
Похоронен в Москве в колумбарии Новодевичьего кладбища (секция № 131).

## Награды и премии
- заслуженный деятель науки и техники РСФСР
- Сталинская премия второй степени (1947) — за создание высокопроизводительной автоматической линии станков для обработки головок мотора для трактора «СТЗ-НАТИ» и блоков мотора малолитражных автомобилей
- орден Ленина (15.04.1939)